# Segno paragrafematico
In linguistica, un segno paragrafematico (o paragrafema) è un segno (o altro accorgimento grafico), che, assieme ai grafemi, contribuisce all'ortografia di una determinata lingua. L'invenzione di tali segni è da ricondurre a una esigenza pratica: fornire istruzioni a livello sintattico e testuale, agevolando le operazioni di lettura; un lettore mediamente istruito (o linguisticamente sensibile), perciò, avvertirà la loro mancanza come un vero errore ortografico.

## Definizione
La fondamentale differenza tra un grafema (come a, in varie lingue, oppure, in italiano, i digrammi gn o ch o il trigramma gli) e un paragrafema è che ai segni paragrafematici non corrisponde un fonema. Lo scopo dei paragrafemi è infatti quello di offrire delle informazioni al lettore (in origine, forse, al copista) su come intendere, da un punto di vista sintattico e testuale, un determinato testo. Un paragrafema può avere funzione di tratto soprasegmentale (ad esempio, l'indicazione dell'accento grafico in una parola plurisillaba, per chiarire al lettore quale sia la sillaba tonica, come in "pudìco, non pù-"), ma anche funzione disambiguante (come accade quando un testo viene suddiviso in porzioni o le parole vengono intervallate da spazi, o quando si adotta una maiuscola o un grafema in funzione diacritica oppure, infine, quando si utilizza un accento grafico per distinguere un monosillabo da un altro con significato diverso e per il resto omografo).

## Tipologia
Sono paragrafemi, ad esempio, i segni di interpunzione: il punto fermo (.), la virgola (,), i due punti (:), il punto e virgola (;), il punto esclamativo (!), il punto interrogativo (?), i punti di sospensione (...), i vari tipi di virgolette ecc. La peculiarità dei segni di interpunzione è che essi provvedono a indicare determinati tratti prosodici.
Sono paragrafemi anche i vari tipi di accento grafico, l'apostrofo ('), l'asterisco (*), le parentesi graffe ({ }), le parentesi uncinate (<> e ‹›), il piede di mosca (¶), i grafemi e i numeri usati come esponenti o deponenti (cioè in apice o pedice), la barra verticale (|), la barra obliqua (/), la e commerciale (&), la chiocciola (@), l'obelisco (‡).
Anche tondo, corsivo, grassetto e maiuscoletto hanno un valore paragrafematico. Tipicamente paragrafematico, ad esempio, è l'utilizzo del corsivo per evidenziare una parola, per dare rilievo ad un tecnicismo o per indicare che un dato termine appartiene ad una lingua diversa da quella in uso. Il rapporto tra tondo e corsivo può essere invertito.
Altri accorgimenti grafici che possono avere valore paragrafematico sono l'uso del maiuscolo e del minuscolo, in reciproco rapporto, così come una sottolineatura rispetto al resto del testo. Altrettanto, il variare della dimensione dei caratteri tipografici in uno stesso testo (come accade, tipicamente, nella titolazione di capitoli o paragrafi), ma anche le spaziature tra parola e parola.
Hanno, infine, valore paragrafematico anche diversi segni di invenzione più recente, sfruttati per il loro valore iconico: è il caso delle frecce, degli schemi, dei riquadri, degli elenchi puntati. Sono paragrafematici anche i segni tipici della scrittura digitale, gli emoticon, combinazioni di paragrafemi utili per dare un tratto emotivo al testo o anche per cedere il turno di parola.